# (11855) Preller
(11855) Preller (1988 RS3) – planetoida z pasa głównego asteroid okrążająca Słońce w ciągu 3,63 lat w średniej odległości 2,36 j.a. Odkryta 8 września 1988 roku.